# (1195) Orangia
(1195) Orangia – planetoida z pasa głównego asteroid okrążająca Słońce w ciągu 3 lat i 144 dni w średniej odległości 2,26 au. Została odkryta 24 maja 1931 roku w Union Observatory w Johannesburgu przez Cyrila Jacksona. Nazwa planetoidy pochodzi od Wolnego Państwa Oranii (obecnie Wolne Państwo), prowincji w Republice Południowej Afryki. Przed nadaniem nazwy planetoida nosiła oznaczenie tymczasowe (1195) 1931 KD.